# 2009–2010-es magyar női vízilabdakupa
A 2009–2010-es magyar női vízilabdakupa, szponzorált nevén az Theodora-Magyar Kupa, a tizedik kiírás volt a versenysorozat történetében. A kupára nyolc csapat nevezett. A győzelmet a Dunaújvárosi Főiskola szerezte meg.

## Eredmények

### Selejtező
október 2-4.
A csoport (Dunaújváros)
| Hely. | Csapat                | M | Gy | D | V | G+ | G– | Gk  | P | Továbbjutás vagy kiesés    |      | DUV  | BVSC | SZEG | BHSE |
| ----- | --------------------- | - | -- | - | - | -- | -- | --- | - | -------------------------- | ---- | ---- | ---- | ---- | ---- |
| 1.    | Dunaújvárosi Főiskola | 3 | 3  | 0 | 0 | 46 | 14 | +32 | 9 | Továbbjutott az elődöntőbe |      | —    | 8–7  | 15–6 | 23–1 |
| 2.    | BVSC-Zugló            | 3 | 2  | 0 | 1 | 33 | 18 | +15 | 6 | Továbbjutott az elődöntőbe |      | 7–8  | —    | 11–9 | 15–1 |
| 3.    | Universitas Szeged    | 3 | 1  | 0 | 2 | 28 | 34 | −6  | 3 |                            |      | 6–15 | 9–11 | —    | 13–8 |
| 4.    | Bp. Honvéd            | 3 | 0  | 0 | 3 | 10 | 51 | −41 | 0 |                            | 1–23 | 1–15 | 8–13 | —    |      |

B csoport (Szentes; Hajós Alfréd Nemzeti Sportuszoda)
| Hely. | Csapat                  | M | Gy | D | V | G+ | G– | Gk  | P | Továbbjutás vagy kiesés    |      | SZEN | EGER | UVSE | ASI  |
| ----- | ----------------------- | - | -- | - | - | -- | -- | --- | - | -------------------------- | ---- | ---- | ---- | ---- | ---- |
| 1.    | Szentesi VK             | 3 | 3  | 0 | 0 | 31 | 13 | +18 | 9 | Továbbjutott az elődöntőbe |      | —    | 8–6  | 11–5 | 12–2 |
| 2.    | Egri VK                 | 3 | 2  | 0 | 1 | 35 | 18 | +17 | 6 | Továbbjutott az elődöntőbe |      | 6–8  | —    | 16–6 | 13–4 |
| 3.    | UVSE                    | 3 | 1  | 0 | 2 | 27 | 31 | −4  | 3 |                            |      | 5–11 | 6–16 | —    | 16–4 |
| 4.    | Angyalföldi Sportiskola | 3 | 0  | 0 | 3 | 10 | 41 | −31 | 0 |                            | 2–12 | 4–13 | 4–16 | —    |      |

### Elődöntő
November 20., Szőnyi út
| 1. csapat   | Eredmény | 2. csapat             |
| ----------- | -------- | --------------------- |
| Szentesi VK | 8–9      | Dunaújvárosi Főiskola |
| BVSC-Zugló  | 11–8     | Egri VK               |

### Döntő
| 2009. november 22. 10:00 | Dunaújvárosi Főiskola                                                | 11–8 | BVSC-Zugló                                      | Szőnyi út Nézőszám: 200 Játékvezetők: Móni Béla Schlosser Jenő |
| 2009. november 22. 10:00 | (3–1, 1–1, 4–4, 3–2)                                                 |      |                                                 | Szőnyi út Nézőszám: 200 Játékvezetők: Móni Béla Schlosser Jenő |
| 2009. november 22. 10:00 | Huszka 3 Szűcs 3 Keszthelyi 1 Poszkoli 1 Berta 1 Kovács D. 1 Polák 1 |      | Jancsó 3 Somhegyi 2 Horváth Á. 1 Kling 1 Henk 1 | Szőnyi út Nézőszám: 200 Játékvezetők: Móni Béla Schlosser Jenő |

A Dunaújvárosi Főiskola kupagyőztes csapatának tagjai: Ács Tímea, Benkő Tímea, Berta Blanka, Brávik Fruzsina, Brávik Henrietta, Huszka Zsuzsanna, Kasó Orsolya, Keszthelyi Rita, Kovács Dóra, Menczinger Katalin, Papalexisz Petra, Polák Zsófia, Poszkoli Rita, Szűcs Gabriella, Tóth Eszter, vezetőedző: Mihók Attila